# Nicole Seiler
Nicole Seiler (* 1970 in Zürich) ist eine Tänzerin und Choreografin.

## Leben und Wirken
Nicole Seiler absolvierte ihre Tanz- und Theaterausbildung an der Scuola Teatro Dimitri in Verscio (CH), an der Vlaamse Dansakademie in Brügge und am Rudra Béjart in Lausanne. Als Darstellerin wirkte sie an zahlreichen Kreationen der Cie Buissonnière (Philippe Lizon), des Teatro Malandro (Omar Porras), der Alias Compagnie (Guilherme Botelho), der Cie Philippe Saire und Massimo Furlan im In- und Ausland mit. 2002 gründete sie ihr eigenes Ensemble Compagnie Nicole Seiler in Lausanne.
Neben ihrer Arbeit als Choreografin interessiert sich Nicole Seiler auch für kulturpolitische Fragen. Im Laufe der Jahre war sie Mitglied von Jurys und verschiedenen Vereinsvorständen und Stiftungsräten, wie z. B.: Pro Helvetia, Nyon, und als Vizepräsidentin in der Verwaltung der Urheberrechte für Bühnen- und audiovisuelle Werke (SSA).

## Bedeutung
Sie hat sich als herausragende Persönlichkeit der Schweizer Szene für zeitgenössischen Tanz etabliert. Ihre Forschung führt zu innovativen und einzigartigen Projekten in einer Vielzahl von Formaten: choreografische Bühnenaufführungen, Videos und Filme, Performances und oft choreografische ortsbezogene Installationen, die den Zuschauer aktiv in die Interpretation einbeziehen. In den letzten Jahren konzentriert sich ihre Reflexion über die Beziehung zwischen Bild und Ton insbesondere auf die Beschreibung von Bewegung, die Erforschung der Tanzsprache in Bezug auf ihr artikuliertes Pendant und die Erinnerung an Bewegung aus historischer oder persönlicher Sicht. Dies hat sie schließlich dazu gebracht ihre Arbeit mit der Stimme zu entwickeln und durch ihren Einsatz den Körper zu einem Gesamtinstrument zu machen.

## Werke (Auswahl)
- Monologues
- Human in the loop
- Liquid Families
- TRIXIE
- Wouah!

- C’est sérieux
- Sekunden später…
- One in a Million
- Madame K

## Auszeichnungen (Auswahl)
- 2022: Bester Dokumentarfilm für TRIXIE beim Obskuur Ghent Film Festival in Gent
- 2021: Schweizer Preis für Darstellende Künste
- 2020: Zweiter Preis für Rotas Virtuais beim Internationalen Theaterfestival in Kairo mit dem Collectif Rotas.
- 2018: Preis „Second best performance“ für Un acte sérieux beim Festival Teatr Magica, Theater Institut, Samara
- 2018: Besondere Erwähnung der Jury „idée originale“ für Amauros (1) und (3) beim Festival Dance on Screen, Graz
- 2009: zusammen mit Asa Lanova (Literatur) und Lee Maddeford (Musik): Prix Culturel Vaudois Danse der Fondation Vaudoise pour la Culture, Schweiz
- 2008: Besondere Erwähnung der Jury, Festival Il Coreografo Elettronico in Neapel für die beiden Choreografie-Videos plug-play und devant-avant
- 2007: 3. Preis beim O Festival Tapias, Rio de Janeiro für die Choreografie-Videos One in a million und 4 clips pour